# No passa res
No passa res fou un programa de televisió en format original creat pels tres membres del grup humorístico-musical català La Trinca (Josep Maria Mainat, Toni Cruz i Miquel Àngel Pascual) que es va emetre per TV3 entre gener i juliol de 1987. Fou el primer programa de la seva productora, Gestmusic. Fou un dels programes de més èxit de TV3.
El mateix format del programa seria emès també per La Trinca a TVE amb el nom de Tariro, Tariro. Va rebre un dels premis Ondas 1987.

## Format
El programa comptava amb un convidat especial (artistes, escriptors, esportistes, polítics, intel·lectuals) amb el qual La Trinca compartia entrevistes imprevistes i originals, gags divertits, esquetxos i actuacions musicals, tant del convidat en solitari com de La Trinca en solitari o bé de tots plegats. El convidat també passava pel plató a sotmetre's a un divertit interrogatori dels presentadors, on els feien preguntes d'allò més divers i inesperat.
Un dels gags del programa, que representava a sala la d'estar de casa seva la mare (Josep Maria), el pare (Miquel Àngel) i el fill punky (Toni Cruz), va tenir tant d'èxit que fou exportat a d'altres programes de la seva productora.

## Convidats al programa
- 1r Narcís Serra i Serra
- 2n Marta Ferrusola
- 3r Terry Venables
- 4t Pedro Ruiz Céspedes
- 5è Terenci Moix
- 6è Miquel Roca i Junyent
- 7è Lola Flores
- 8è Antoni Gutiérrez Díaz
- 9è Mary Santpere
- 10è Jaume Perich
- 11è Fèlix Pons
- 12è Núria Espert
- 13è Josep Maria Cullell
- 14è Pasqual Maragall
- 15è Sara Montiel
- 16è Antoni de Senillosa
- 17è Vedettes (Dolly van Doll, Amparo Moreno i La Maña)
- 18è Manuel Fraga
- 19è Juan Antonio San Epifanio
- 20è Rocío Jurado
- 21è Albert Boadella
- 22è Raimon
- 23è Paco Morán
- 24è Joaquim Maria Puyal
- 25è Joan Manuel Serrat
- 26è Els Comediants

## Edició en DVD
En ocasió del 20è aniversari del programa, es va fer una edició en 4 DVDs dels programes per a totes les regions.